# Jałowa Kiczera
Jałowa Kiczera (słow. Kýčera, 578 i 583 m n.p.m.) – szczyt w środkowej części Beskidu Niskiego, w głównym grzbiecie wododziałowym Karpat. Przez szczyt biegnie granica państwowa polsko-słowacka.
Leży ok. 3,3 km na południowy wschód od Przełęczy Dukielskiej. Stanowi słabo wyróżnialne wypiętrzenie grzbietu w miejscu, w którym wododział, a z nim granica państwowa wyginają się na kształt położonej litery „S”. Granica państwowa biegnie przez niższy wierzchołek, wierzchołek wyższy leży ok. 200 m na południe od niej. Stoki miernie strome i słabo rozczłonkowane, wierzchowina szczytowa rozległa i dość połoga. W całości zalesiony. Stoki północne (polskie) odwadniają cieki źródłowe potoku Panna (Sołotwina), spływającego przez Zyndranową, natomiast stoki południowe (słowackie) – Komárnický potok, należący do dorzecza Ondavy.
Przez szczyt Jałowej Kiczery biegną znakowane szlaki turystyczne:
- - szlak niebieski (tzw. "graniczny") na odcinku Przełęcz Dukielska - Czeremcha;
- – czerwony szlak słowacki (biegnący ściśle granicą) na odcinku Przełęcz Dukielska - Przełęcz Beskid nad Czeremchą.

Na szczyt wyprowadza również czarno znakowany szlak łącznikowy od chatki studenckiej w Zyndranowej.